# Robo-Advisor
Ein Robo-Advisor ist ein auf Algorithmen basiertes System, das automatische Empfehlungen zur Vermögensanlage gibt und diese auch umsetzen kann. Die Bezeichnung ist ein Kofferwort, zusammengesetzt aus den englischen Wörtern Robot (Roboter) und Advisor (Berater). Robo-Advisors haben das Ziel, die Dienstleistungen eines traditionellen Finanzberaters zu digitalisieren und zu automatisieren. Der Begriff „Robo-Advisor“ wird auch als Bezeichnung für Finanzdienstleister verwendet, die mit entsprechenden Systemen arbeiten.
Ein Robo-Advisor wird in der Regel von Finanzdienstleistern eingesetzt, um kostengünstig relativ kleine Depots zu verwalten. Ein solches System kann die entsprechenden Empfehlungen oftmals direkt und automatisiert für den Kunden umsetzen. Ebenfalls gängig sind derartige Systeme zur Unterstützung menschlicher Anlageberater. Finanzdienstleister, die Robo-Advisor betreiben, unterliegen in den meisten Ländern einer Genehmigung und Überwachung. In Deutschland ist dies die Bundesanstalt für Finanzdienstleistungsaufsicht (BaFin), in Österreich der Finanzmarktaufsichtsbehörde (FMA) und in der Schweiz der Eidgenössischen Finanzmarktaufsicht (FINMA). Beschränkt sich die Tätigkeit auf bestimmte Finanzinstrumente, wie z. B. zum öffentlichen Vertrieb zugelassene Fondsanteile, greift die Bereichsausnahme des § 2 Abs. 6 Satz 1 Nr. 8 KWG (Kreditwesengesetz) und es gelten die Bestimmungen nach § 34f GewO (Gewerbeordnung) für Finanzanlagenvermittler sowie § 34h GewO für Honorar-Finanzanlagenberater. Die Vermögensverwaltung erfordert nach § 32 KWG die Erlaubnis der Bundesanstalt für Finanzdienstleistungsaufsicht (BaFin).

## Entwicklung und Verbreitung
Während funktional vergleichbare Software Vermögensverwaltern bereits vor der Jahrtausendwende zur Verfügung stand, ermöglichen Robo-Advisor nun mit Hilfe des Internets den Direktzugriff auf diese Funktionen durch Endkunden.
Robo-Advisor Unternehmen waren zunächst in den Vereinigten Staaten verbreitet, aber auch in Europa und anderen Teilen der Welt gibt es mittlerweile ein breites Angebot. Die Anbieter sind sowohl Start-up-Unternehmen als auch traditionelle Banken und Finanzdienstleister. Der Markt ist unverändert dynamisch. In einschlägigen Fachzeitschriften bzw. auf entsprechenden Online-Portalen finden sich aktuelle Informationen zur Darstellung und Bewertung der auf dem Markt tätigen Robo-Advisor Unternehmen. Eine Besonderheit sind B2B-Dienstleister, die nicht an Endkunden gehen, sondern ihre Leistung nur an Finanzunternehmen verkaufen.
Der erste Robo-Advisor Betterment wurde 2010 als Direktvertriebsmodell von Jon Stein eingeführt, gefolgt von Wealthfront im Jahr 2011. Im Jahr 2012 wurde MoneyFarm in Italien eingeführt. Im Jahr 2013 wurde Nutmeg im Vereinigten Königreich eingeführt. Im Jahr 2014 wurde Stockspot in Australien eingeführt, gefolgt von QuietGrowth im Jahr 2015. Im Jahr 2015 brachte 8 Securities in Japan einen der ersten Robo-Advisors Asiens auf den Markt, gefolgt von THEO und WealthNavi im Jahr 2016.

## Anlagestrategie
Grundsätzlich basieren die Anlagestrategien der in Deutschland aktiven Robo-Advisors auf drei verschiedenen Portfolio- bzw. Risikomanagement-Ansätzen. Diese werden weitestgehend auch von traditionellen Vermögensverwaltern verwendet und basieren auf der modernen Kapitalmarkttheorie und quantitativen Risikomanagementverfahren.

### Buy and hold (B&H)
Bei Buy and hold wird grundsätzlich zwischen den Varianten mit und ohne Rebalancing unterschieden. B&H ohne Rebalancing bedeutet, dass die erstmals erworbenen Stückzahlen der jeweiligen Investmentanteile bis zum Ende des Anlagezeitraums unverändert im Portfolio verbleiben. Beim B&H mit Rebalancing werden die relativen und nicht die absoluten Stückzahlen der Anteile konstant gehalten. Da sich die prozentualen Gewichte der einzelnen Anteile im Zeitablauf aufgrund von Kursbewegungen ändern, sorgt regelmäßiges Rebalancing dafür, dass die relativen Ursprungsgewichte immer wieder hergestellt werden. B&H ohne Rebalancing hat den Vorteil, dass keine weiteren Transaktionskosten anfallen. Jedoch können die Portfoliogewichte im Laufe der Zeit erheblich von den ursprünglich gewählten Gewichten abweichen. Regelmäßiges Rebalancing vermeidet dies, ist aber mit Transaktionskosten verbunden. Darüber hinaus besteht die Gefahr, dass langfristige Gewinner systematisch verkauft und langfristige Verlierer systematisch nachgekauft werden, was die langfristige Performance beeinträchtigt.

### Faktormodelle
Weitere Anlageansätze basieren auf dem Fama-French-Dreifaktorenmodell. Diese Theorie erweitert das Capital Asset Pricing Model (CAPM), das die Rendite einer Aktie anhand der allgemeinen Marktrendite erklärt, um zwei zusätzliche Faktoren: der Marktkapitalisierung (Small-Cap-Prämie) und dem Verhältnis von Buch- zu Marktwert (Value-Prämie). Dadurch soll das Verhalten von Aktienrenditen besser abgebildet werden als mit dem CAPM.
Bestehende Robo-Advisory-Lösungen verwenden den Ansatz zumeist in Kombination mit einer antizyklischen Portfoliosteuerung. Dabei wird abhängig von der jeweiligen Bewertung eines Assets und entsprechender Kennzahlen festgestellt, ob eine Anlageklasse relativ zu den anderen Portfoliobausteinen über- oder unterbewertet ist. Dadurch werden sowohl die investorspezifischen Risikoprofile in unterschiedlichen Marktphasen möglichst konstant gehalten, als auch entstehende Risikocluster abgebaut.

### Value at Risk
Einige Robo-Advisory-Lösungen fokussieren sich vorwiegend auf die Begrenzung der möglichen Downside-Risiken für den Anleger und nicht auf die Optimierung möglicher Renditepotentiale. Das verwendete Risikomaß hierfür ist hauptsächlich der Value-at-Risk (VaR), der das Verlustvolumen angibt, das mit einer Wahrscheinlichkeit von p % in einem definierten Anlagezeitraum nicht überschritten wird. Dabei wird anhand eines Fragebogens die Risikotoleranz des Kunden ermittelt und diesem anschließend ein individuelles Risikomaß zugeordnet.

### Börsenformel gibt es nicht
Begriffe wie „vollautomatisch, roboter- oder algorithmusorientiert“ und eine Titelauswahl „entlang der mathematischen Effizienzkurve“ implizieren das Vorhandensein einer Technik oder eines Wissens zur Vorhersage von Börsenkursen. Doch dieses Wissen existiert nicht: Es gibt keine Formel zur Vorhersage von Börsenkursen. Die Preise von Wertpapieren bewegen sich multikausal und gerade Aktien schwanken stark im Kurs. Eine Vorausbestimmung von Börsentrends ist schwierig, die konkrete Bestimmung von Kursverläufen ist unmöglich. Niemand kann Kursgewinne garantieren, noch kann man Kursverluste an der Börse mit Sicherheit vermeiden. Robo-Advisory ist also nicht verlustfrei, denn auch der beste Computer kann Kursentwicklungen nicht vorhersagen und Börsenverluste verhindern.

## Verwaltetes Anlagevermögen
Mit Vanguard, Charles Schwab, Betterment und Wealthfront sind die größten Robo-Advisor in den USA beheimatet, während Nutmeg (Großbritannien) und Scalable Capital (Deutschland und Großbritannien) die führenden Anbieter in Europa sind. Das verwaltete Anlagevermögen führender Robo-Advisoren in Deutschland und den USA:
| Robo-Advisor                              | aktiv seit | Anlagevermögen |
| ----------------------------------------- | ---------- | -------------- |
| Scalable Capital                          | 2016       | 4.000          |
| LIQID                                     | 2016       | 2.000          |
| Quirion (Quirin Privatbank)               | 2014       | 1.500          |
| Cominvest (Commerzbank)                   | 2017       | 1.000          |
| Raisin Invest (Raisin Bank)               | 2018       | 1.000          |
| growney                                   | 2014       | 500            |
| Ginmon                                    | 2015       | 300            |
| Solidvest (DJE Kapital)                   | 2017       | 250            |
| ROBIN (Deutsche Bank)                     | 2017       | 200            |
| bevestor (DekaBank Deutsche Girozentrale) | 2017       | 175            |

| Robo-Advisor   | aktiv seit | Anlagevermögen |
| -------------- | ---------- | -------------- |
| Vanguard       | 2016       | 206.600        |
| Charles Schwab | 2015       | 65.800         |
| Betterment     | 2008       | 26.800         |
| Wealthfront    | 2011       | 21.400         |

## Kosten
Die Kosten für Robo-Advisors lassen sich unterteilen in Kosten für die Vermögensverwaltung, also die eigentliche Robo-Dienstleistung, und – bei fondsbasierten Robo-Advisors – die laufenden Kosten für die Fonds.
Nach einer Untersuchung der Stiftung Warentest im August 2018 belaufen sich die Kosten für einen Musteranleger insgesamt bei den günstigsten Anbietern auf jährlich rund 0,6 Prozent der Anlagesumme. Der teuerste Robo im Test kostet pro Jahr sogar 1,87 Prozent. Zum Vergleich: Ausgewogene Mischfonds kosten nach Angaben der Stiftung Warentest im Schnitt 1,92 Prozent pro Jahr. Die Robo-Dienstleistung allein kostet zwischen 0,39 und 1,2 Prozent der Anlagesumme pro Jahr und beinhaltet meist auch Depot- und Umschichtungskosten.
Die laufenden Fondskosten hängen vor allem von der Art der Fonds ab, welche die Robo-Advisors zur Geldanlage nutzen. ETF sind hier deutlich günstiger als aktiv gemanagte Fonds.

## Umsetzung
Robo-Advisor basieren grob auf zwei verschiedenen Ansätzen: zum einen wird dem Kunden ein fixes Portfolio aus Indexfonds (ETFs) vermittelt. Die Gewichtung der verschiedenen Anlageklassen bleibt dabei immer gleich (statische Asset-Allocation). In regelmäßigen Abständen wird das Portfolio rebalanciert. Zum anderen wird in dynamische Ansätze unterschieden. Hier passen die Robo-Advisor das Portfolio der aktuellen Marktsituation an. Die Anpassung erfolgt mittels mathematischer Algorithmen. Allen Ansätzen gemeinsam ist (üblicherweise über einen Fragebogen) Ermittlung der Risikoneigung des Kunden. Darauf basierend wird das Portfolio erstellt. Das Portfolio wird anschließend überwacht, um das Investment im vorher definierten Risikobereich zu halten. Die Anbieter unterscheiden sich dabei oftmals in der Häufigkeit und dem Umfang, in dem derartige Anpassungen erfolgen.
Bei der Erstellung der Portfolios wird häufig auf Börsengehandelte Fonds (ETF) – meist handelt es sich um Indexfonds – gesetzt, da diese eine kostengünstige, schnell umsetzbare Diversifikation ermöglichen.
Die aktuell am Markt befindlichen Robo-Advisor lassen sich grob in drei Kategorien einteilen:
1. Beratungstools: Bei dieser Form wird lediglich eine Software angeboten, um ein geeignetes Portfolio für den Nutzer zu ermitteln. Den Kauf der Portfoliobestandteile muss der Nutzer jedoch selbstständig übernehmen.
2. Fondslösungen: Der Anbieter bündelt vorab erstellte Portfolios in einem Dachfonds, den der Kunde über die Börse erwerben kann.
3. Verwaltete Depots: Robo-Advisor dieser Kategorie haben das umfassendste Angebot. Für den Kunden wird ein Portfolio ermittelt und die Anlage dann entsprechend im Depotkonto einer Partnerbank umgesetzt und überwacht.

Da Robo-Advisor selbst meist keine eigene Banklizenz besitzen, agieren sie oftmals in Zusammenarbeit mit einer Partnerbank. Die Partnerbank führt dabei das Depot, in dem die Vermögenswerte gehalten werden, und führt die Transaktionen durch. Das angelegte Geld unterliegt daher als Sondervermögen dem Schutz vor fremdem Zugriff.

## Regulierung
In den Vereinigten Staaten gelten Robo-Advisor als Investmentberater und müssen sich entsprechend bei der United States Securities and Exchange Commission (SEC) registrieren.
In Deutschland wird unterschieden zwischen Finanzanlagenvermittlern und Vermögensverwaltern. Die meisten Robo-Advisor agieren als Finanzanlagenvermittler gemäß § 34f GewO. Sie dürfen Kundenportfolios nicht ohne Genehmigung des Kunden umschichten. Der strenger gefasste § 34h GewO regelt den Tatbestand der Honorar-Finanzanlageberatung. Robo-Advisor mit dieser Erlaubnis dürfen sich nicht an einzelne Anbieter binden und dürfen keine Provisionen oder andere Vorteile von Produktanbietern oder Banken annehmen. Einige Anbieter sind regulierte Vermögensverwalter und erfüllen die strengeren Vorgaben nach § 32 KWG. Diesen ist erlaubt, Anlageentscheidungen direkt umzusetzen, ohne dazu vom Kunden aufgefordert zu werden bzw. sich dies jeweils vorab genehmigen lassen zu müssen.
Durch eine standardisierte Kausalitätskette kann der Robo-Advisor mit Hilfe verschiedener Textbausteine eine automatisierte Geeignetheitserklärung erzeugen, wie sie von § 64 Abs. 4 WpHG (Wertpapierhandelsgesetz) für Privatanleger gefordert wird.